# Момюсон-Лагьян
Момюсо́н-Лагья́н (фр. Maumusson-Laguian) — коммуна во Франции, находится в регионе Юг — Пиренеи. Департамент — Жер. Входит в состав кантона Рискль. Округ коммуны — Миранд.
Код INSEE коммуны — 32245.

## География

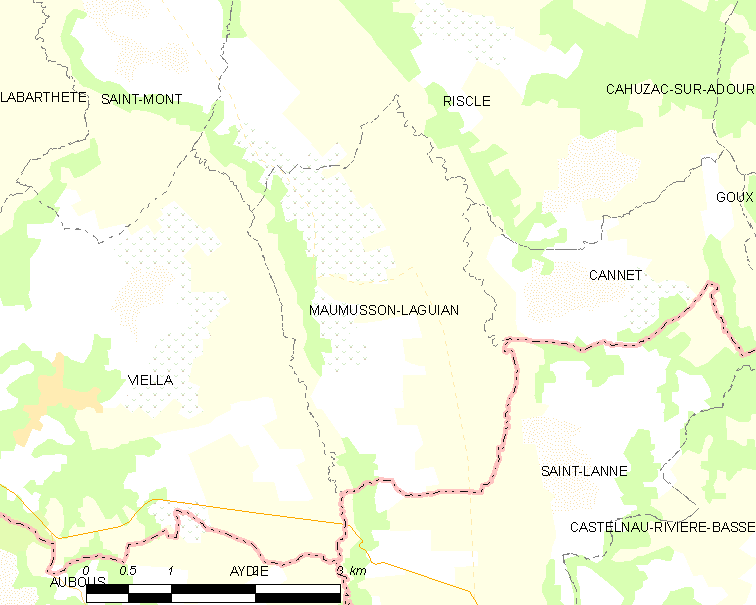
Карта коммуны

Коммуна расположена приблизительно в 620 км к югу от Парижа, в 125 км западнее Тулузы, в 60 км к западу от Оша.
По территории коммуны протекают реки Бергон и Сажет.

## Климат
Климат умеренно-океанический. Лето жаркое и немного дождливое, температура часто превышает 35 °С. Зимой часто бывает отрицательная температура и ночные заморозки. Годовое количество осадков — 700—900 мм.

## Население
Население коммуны на 2010 год составляло 153 человека.
| 1962 | 1968 | 1975 | 1982 | 1990 | 1999 | 2010 |
| ---- | ---- | ---- | ---- | ---- | ---- | ---- |
| 240  | 202  | 182  | 174  | 163  | 165  | 153  |

## Администрация
| Период | Период | Фамилия      | Партия | Примечания |
| ------ | ------ | ------------ | ------ | ---------- |
| 2001   | 2020   | Ги Капмартен |        |            |

## Экономика
В 2010 году среди 91 человека трудоспособного возраста (15-64 лет) 70 были экономически активными, 21 — неактивными (показатель активности — 76,9 %, в 1999 году было 72,4 %). Из 70 активных жителей работали 68 человек (32 мужчины и 36 женщин), безработных было 2 (0 мужчин и 2 женщины). Среди 21 неактивных 6 человек были учениками или студентами, 10 — пенсионерами, 5 были неактивными по другим причинам.

## Достопримечательности
- Церковь Нотр-Дам (1840 год)
- Замок Момюсон (XIII век, реставрирован в XIX веке)